# Lucilia pyrois
Lucilia pyrois är en tvåvingeart som först beskrevs av Robineau-desvoidy 1863.  Lucilia pyrois ingår i släktet Lucilia och familjen spyflugor.
Artens utbredningsområde är Frankrike. Inga underarter finns listade i Catalogue of Life.